# Drukpol Football Club
Drukpol Football Club é um clube de futebol butanês com sede em Thimbu, sendo o maior campeão da A-Division com 9 títulos. No entanto, em julho de 2017 a equipe foi suspensa de todas as competições pela Federação Butanesa de Futebol (BFF, na sigla em inglês) por um período de dois anos, por agredir e desobedecer o árbitro durante uma partida, devendo retornar apenas na temporada 2020.

## Suspensão
O Drukpol disputava uma partida pela liga butanesa contra o Thimphu City e a partida encontrava-se empatada em um gol até o minuto 54, quando o zagueiro Chencho, do Thimpu, balançou as redes após uma cobrança de escanteio. Os jogadores do Drukpol FC se recusaram a retomar a partida alegando um toque de mão. Em seguida, os jogadores simplesmente se sentaram no chão, recusando-se a ceder. Diante da situação, o árbitro declarou a partida como abandonada. O protesto aumentou e alguns jogadores do Drukpol FC tentaram agredir a arbitragem.
O Comitê Disciplinar da BFF, depois de analisar o relatório apresentado pelo árbitro e pelo comissário da partida, declarou que os jogadores do Drukpol FC violaram as regras de competição da federação e os regulamentos da liga 2017. Todos os jogos disputados pelo Drukpol foram cancelados e considerados nulos. O jogador do Drukpol, Tenzin Tshering, foi suspenso por duas partidas e multado, enquanto seus companheiros de equipe Jampel Sherab, Tandin Tshering e Kinzang Wangchuk foram suspensos por quatro partidas e também multados. Os jogadores foram considerados culpados de agressão física, violência, intimidação e ameaças, conforme o código disciplinar da BFF.

## Títulos
Campeonato Butanês: 9 (1986, 1996, 1997, 1998, 1999, 2000, 2002, 2003 e 2012)